# Mihovil Logar
Mihovil Logar (serb. Миховил Логар, ur. 6 października 1902 w Rijece, zm. 13 stycznia 1998 w Belgradzie) – serbski kompozytor.

## Życiorys
Studiował w Konserwatorium Praskim u Karela Boleslava Jiráka i Josefa Suka. W 1927 roku osiadł w Belgradzie, gdzie działał jako pedagog. W latach 1945–1972 wykładał kompozycję w belgradzkiej Akademii Muzycznej.
Był przedstawicielem modernizmu w muzyce. Początkowo tworzył atonalne utwory w stylu ekspresjonistycznym, po II wojnie światowej pisał utwory cechujące się bogatą harmoniką i zróżnicowaną rytmiką.

## Wybrane kompozycje
(na podstawie materiałów źródłowych)

### Utwory orkiestrowe
- 2 toccaty na fortepian i smyczki (1933)
- 3 symfonie (I 1947, II 1961, III 1964)
- Rondo rustico (1945)
- Concertino na skrzypce i orkiestrę (1952)
- Koncert skrzypcowy (1954)
- Koncert klarnetowy (1956)
- Kosmonauti (1962)
- Divertimento lirico (1966)
- Dippio concerto na klarnet, róg i orkiestrę (1968)

### Utwory wokalno-instrumentalne
- kantata Granada od Samarkanda na baryton i orkiestrę (1964)

### Opery
- Sablazan u dolini šentflorijanskoj (1937)
- Pokondirena tikva (1956)
- Četrdeset prva (1961)

### Balety
- Zlarna ribica (1956)
- Expo (1966)